# Bandanaira Airport
Bandanaira Airport (engelska: Banda Neira Airport) är en flygplats i Indonesien.   Den ligger i provinsen Moluckerna, i den östra delen av landet, 2 600 km öster om huvudstaden Jakarta. Bandanaira Airport ligger 22 meter över havet. Den ligger på ön Banda Neira Island.
Terrängen runt Bandanaira Airport är kuperad åt sydost, men åt nordväst är den platt.